# Kotrčiná Lúčka
Kotrčiná Lúčka és un poble i municipi d'Eslovàquia que es troba a la regió de Žilina, al centre-nord del país.

## Història
La primera menció escrita de la vila es remunta al 1439.

## Demografia
| Godina             | 1994 | 2004   | 2014   | 2024    |
| ------------------ | ---- | ------ | ------ | ------- |
| Nombre de persones | 383  | 404    | 444    | 695     |
| Diferència         |      | +5,48% | +9,90% | +56,53% |

| Godina             | 2023 | 2024   |
| ------------------ | ---- | ------ |
| Nombre de persones | 676  | 695    |
| Diferència         |      | +2,81% |